# Acordo de Cartagena
O Acordo de Cartagena foi um pacto estabelecido em 1969 na cidade colombiana de Cartagena das Índias e que ficou conhecido como Pacto andino e que visava acelerar o desenvolvimento dos países membros através da integração econômica e social. Também é conhecido por Grupo Andino. O Chile participou até 1976. A participação do Peru foi suspensa em 1993, mas no ano seguinte o país volta a fazer parte da associação juntamente com os demais membros: Bolívia, Colômbia, Equador e Venezuela.
Em maio de 1991, a Declaração de Caracas estabelece uma zona de livre comércio andina que começa a vigorar em janeiro de 1992. As tentativas para estabelecer uma tarifa externa comum têm fracassado.
Em 1993, o comércio entre os países do Pacto aumentou mais de 30%. Apesar da maior integração, os Estados Unidos continuam a ser o principal parceiro comercial da maioria dos signatários.
Em 2006, a Venezuela deixa o bloco econômico.